# Nabi Musa
Nabi Musa (Arabisch, نبي موسى, de "Profeet Mozes"), ook wel geschreven als Nebi Musa is een locatie op de Westelijke Jordaanoever in de buurt van Jericho waarvan door moslims geloofd wordt dat het graf van Mozes (Musa in het Arabisch) er zich bevindt. Volgens de Joodse traditie ligt het graf op de Neboberg, aan de andere kant van de Jordaan, in het huidige Jordanië.
Nabi Musa is ook de naam van een religieus festival dat gedurende 7 dagen op deze locatie gevierd wordt door Palestijnse moslims. Het festival begint op de vrijdag voor Goede Vrijdag in de oude Grieks-Orthodoxe kalender. Volgens een volkstelling uit 1931 had Nabi Musa een bevolking van 3 mannen in één huis. In 2007 woonden er 309 mensen.

## Feest
Het feest begon oorspronkelijk met een islamitische bedevaart vanuit Jeruzalem naar het graf van Mozes. De plaats ligt op een afstand van ca. 25 km van Jeruzalem. Op de volgende dagen werd onder andere gebeden en feest gevierd. Op de 7e dag gaan de bezoekers weer terug naar Jeruzalem.

## Gebouwen
De tombe in het midden van het complex heeft een dak met verschillende koepels. Daaromheen is een binnenplaats, omringd door meer dan 120 kamers. De moskee met een minaret ligt tegen de westelijke muur van de binnenplaats. Als gebruikelijk is de moskee in twee delen verdeeld, apart voor mannen en vrouwen.
Op ongeveer 2 kilometer ten zuiden van Nabi Musa ligt een ander gebouw met twee koepels, Volgens de traditie is dit het graf van Hasan Al-Rai, de herder van Moses. Andere bronnen stellen dat het de herder was van Jethro, de schoonvader van Moses. Buiten de muren is ook een begraafplaats voor moslims die tijdens het festival overleden zijn.

## Geschiedenis
Er wordt een legende verteld dat Saladin het festival in de 12 eeuw instelde als tegenwicht tegen het grote aantal christelijke pelgrims dat naar Jeruzalem kwam met Pasen in de periode dat Jeruzalem bezet was door de kruisvaarders. Nabi Musa ligt dan ook langs de pelgrimsroute die christenen uit Jeruzalem liepen richting de Jordaan voor de doopplaats van Christus, de Neboberg en Madaba.
In 1269 bouwde Baibars hier een klein heiligdom. Vanaf deze plaats kon men namelijk de Neboberg zien aan de andere kant van de Jordaan, waarvandaan Mozes voordat hij stierf, uitkeek over het Beloofde Land. Volgens de Joodse traditie ligt daar ook het graf van Mozes. Langzamerhand begonnen de moslims echter Nabi Musa te zien als de locatie van het graf van Mozes.
Ottomaanse Turken restaureerden rond 1820 de oude gebouwen en propageerden een pelgrimage van Jeruzalem naar deze plek. De pelgrimage werd een symbool voor de politieke en religieuze identiteit van moslims. In het begin van de 20ste eeuw kwamen er naar schatting elk jaar 15000 mensen naar het Nabi Musa festival.
In 1920 ontaardde Nabi Musa in geweld tegen joden in Jeruzalem in wat het Nabi Musa oproer wordt genoemd. Tussen 1921 en 1936 werd de pelgrimstocht gehouden onder leiding van Hajj Amin al-Husayni, een nationalistische leider van de Palestijnen.
Het festival werd onderdrukt toen Jordanië het bewind kreeg over de Westelijke Jordaanoever na de Arabisch-Israëlische Oorlog van 1948, vanwege de symbolische waarde van het feest als motor voor politiek protest. Ook na de bezetting van de Westelijke Jordaanoever door Israël in 1967 bleef het festival verboden. In 1997 begon de Palestijnse Autoriteit, via het Ministerie van Religie, het festival opnieuw te houden. Bij het begin van de Tweede Intifada in 2000, verbood het Israëlische leger de viering opnieuw.
Sinds 2014 wordt het festival echter weer gevierd.